# 三吉慎蔵
三吉 慎蔵（みよし しんぞう）は、日本の武士（長府藩士）、官僚。

## 生涯

### 長府藩士・三吉慎蔵
天保2年（1831年）、長府藩の今枝流剣術師範・小坂土佐九郎の次男として生まれる。天保8年（1837年）、田辺惣左衛門の養子となり、藩校敬業館に入学。天保10年（1839年）、諸武芸師範に入門。嘉永2年（1849年）、長州藩校明倫館に入学。宝蔵院流槍術に長じ、安政2年（1855年）には長州藩師範・小幡源右衛門より免許皆伝を受ける。
安政4年（1857年）、長府藩士・三吉十蔵の養子となり、藩主・毛利元周の近習扈従役として江戸に随従している。文久3年（1863年）、下関の外国船砲撃事件により大砲鋳造掛締方・精兵隊諸事肝煎に就任。慶応2年（1866年）、長府藩士・印藤聿の仲介で坂本龍馬の知遇を得る。長府藩より京都の情勢を探るよう命じられ、薩長同盟を取り纏めつつあった龍馬と共に下関を出発。伏見・寺田屋に入った。
1月23日（3月9日）夜半、薩長同盟を成立させた龍馬から桂小五郎・西郷隆盛らによる巨頭会談の結果を聞いているところを、伏見奉行配下の捕り方に踏み込まれる。慎蔵は槍を振るって応戦し、包囲された寺田屋を奇跡的に脱出。傷を負った龍馬を材木小屋に隠すと単身薩摩藩邸に走り、救援を要請して龍馬の命を助けた（寺田屋事件）。寺田屋事件については『三吉慎蔵日記抄録』に詳しく、司馬遼太郎の長編小説『竜馬がゆく』の叙述もこの史料に則っている。
3月5日（4月15日）、薩摩の軍艦・胡蝶丸は龍馬とその妻・お龍、慎蔵を乗せて大阪を出港。慎蔵は下関で下船し、長府藩に情勢の急転を報告した。なお慎蔵は寺田屋事件での功績によって長州藩主・毛利敬親から刀の下賜、長府藩主から20石の加増を受け、同藩目附役に任ぜられている。
6月7日（7月18日）、第二次長州征討（四境戦争）が始まると慎蔵は長府藩の報國隊軍監に就任。高杉晋作の指揮のもと長州藩の奇兵隊と共に幕府軍と交戦し、これを破った。
慶応3年（1867年）、龍馬は長崎から土佐にむかう途中で下関に寄港し、廻船問屋・伊藤家に妻のお龍を預けた。この際、龍馬は「万一のご報知仕候時ハ、（略）愚妻おして尊家に御養置可被遺候よふ」との書簡を送り、朋友・慎蔵にお龍の後事を託している。慎蔵は龍馬との約束通り、お龍・君枝姉妹を長府の自宅に引き取って3ヶ月間面倒を見た。翌慶応4年（1868年）3月にはお龍を高知の坂本家に送り届けている。

### 明治維新後
維新後、豊浦藩（長府藩）権大参事。廃藩置県後は宮内省御用掛として北白川宮家の家扶となり、のち家令を務めた。明治23年（1890年）に辞任。晩年は故郷の長府で暮らし、明治34年（1901年）、71歳で没した。

## 系譜
養家の三吉家は、備後国三次盆地（現・広島県三次市）に一大勢力を誇った国人領主「三吉氏」にルーツを持つ。実子の米熊は、小県郡立蚕業学校（現・長野県上田東高等学校）の初代校長を務めた。